# 楓康超市
楓康超市（Funcom  Supermarket），為臺灣中彰投及桃竹地區的連鎖生鮮超市，隸屬興農集團旗下子公司，主力商品為生鮮及自製食品，目前有50間直營分店，部份分店為24小時營業，近乎所有分店皆附設停車場。

## 簡介
楓康超市最初名為興農生鮮超市，1988年於台灣南投縣草屯鎮開設第一間分店，後逐步於台灣中部地區拓展市場。  開業初期除了興農生鮮超市外，並於台灣中部地區一些中型城鎮如臺中市東區東光路、臺中縣太平及后里、彰化縣鹿港及二林、南投縣竹山、以及雲林縣斗南等地，開設面積較大的大興農量販店（Logo同樣為經典黃底紅色幼苗的興農圖像）；後興農集團為集中發展中彰投市場，於1998年底將大興農量販斗南店交由大潤發接手經營。 2000年代初期至中期，大興農量販全面更名為興農生鮮超市，並新增台灣居家中心招牌，於店中展示區販售家飾品（2000年代中後期開設的面積較大的分店如中科店，亦設有自營的居家中心）；與此同時，並將量販轉型為超市後，多餘出來的賣場空間，分割出租給其他店舖，以求共同集客與增加租金收入。
2008年10月，興農股份有限公司生鮮超市部門自母公司獨立分割，成立台灣楓康超市股份有限公司，並更名為楓康超市。 2017年楓康超市進入新竹地區展店，於新竹市香山、新竹縣竹北開設分店。 2024年楓康超市進入桃園地區展店，於桃園市大園青埔開設分店。

## 分店

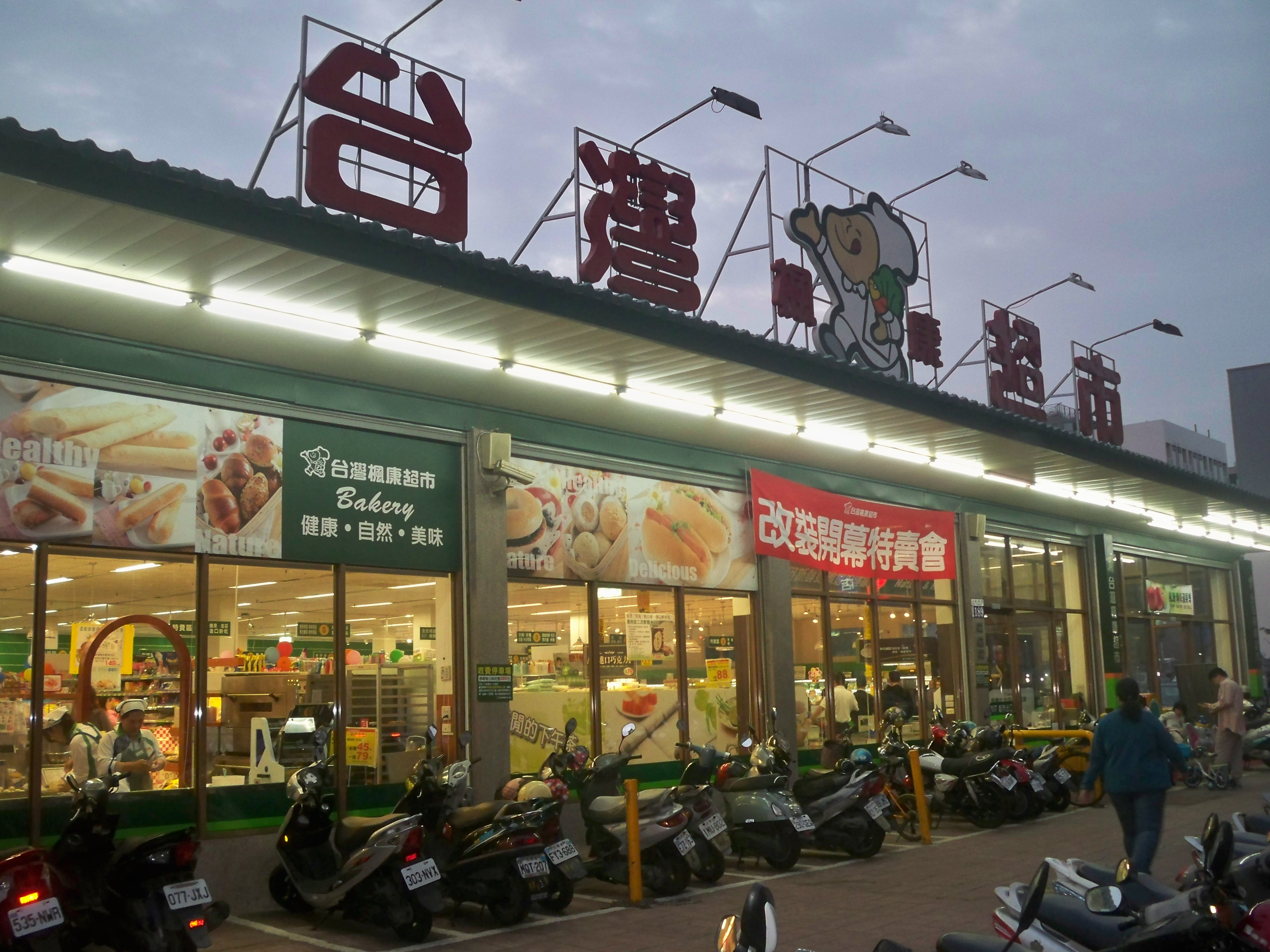
位於逢甲商圈的台中福星店
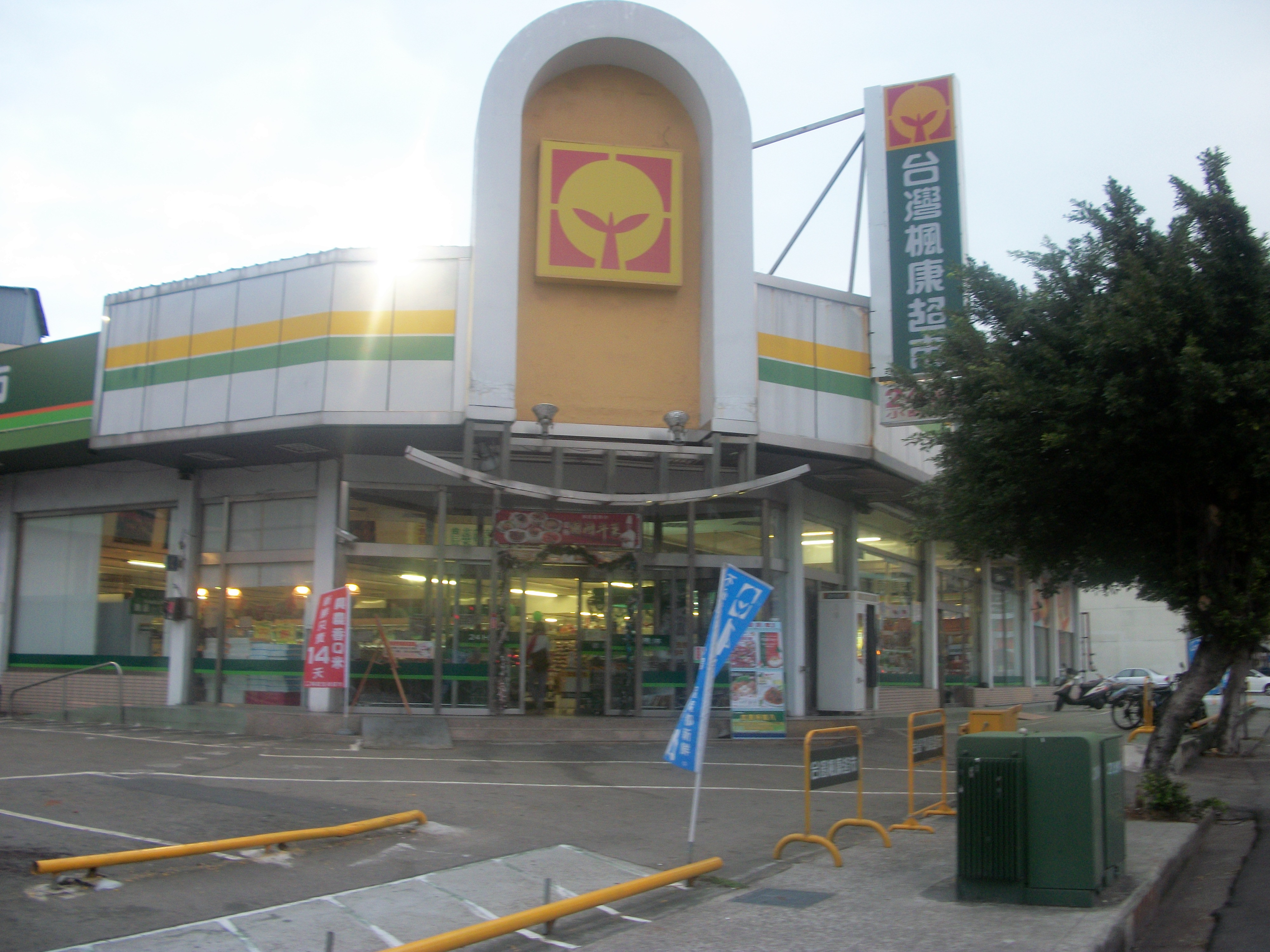
位於台中市北區的台中三民店
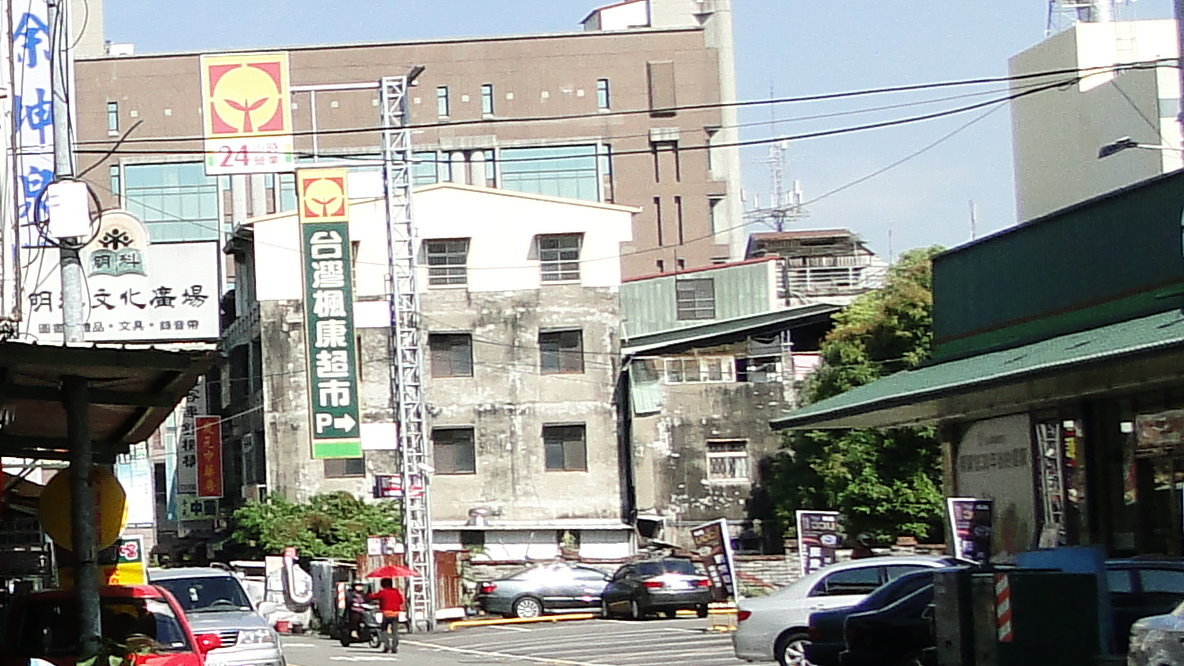
位於樹仁商圈的台中霧峰店

- 截至2024年7月，楓康超市於台灣共經營50間分店[6]。

| 縣市   | 地點   | 分店           | 地址                            | 電話         | 停車場 | 居家中心 | 營業時間     |
| ------ | ------ | -------------- | ------------------------------- | ------------ | ------ | -------- | ------------ |
| 桃園市 | 大園區 | 青埔店         | 桃園市大園區新生路四段9號       | 03-287-8656  | 有     | 無       | 08:00至22:30 |
| 新竹市 | 香山區 | 經國店         | 新竹市香山區經國路三段33號      | 03-530-4479  | 有     | 無       | 08:00至23:00 |
| 新竹縣 | 竹北市 | 光明店         | 新竹縣竹北市光明六路東二段130號 | 03-667-5131  | 有     | 無       | 08:00至23:00 |
| 新竹縣 | 竹北市 | 嘉豐店         | 新竹縣竹北市嘉豐南路二段158號   | 03-667-0057  | 有     | 無       | 08:00至23:00 |
| 臺中市 | 東區   | 東光店         | 臺中市東區東光路150號           | 未知         | 有     | 有       | 已結業       |
| 臺中市 | 南區   | 大慶店         | 臺中市南區復興路一段170號       | 04-2260-0737 | 有     | 無       | 24小時       |
| 臺中市 | 西區   | 東興店         | 臺中市西區東興路三段2號         | 04-2473-8200 | 有     | 無       | 24小時       |
| 臺中市 | 西區   | 忠明店         | 臺中市西區忠明南路276號         | 未知         | 有     | 無       | 24小時       |
| 臺中市 | 北區   | 健行店         | 臺中市北區民權路480號           | 04-2203-7958 | 有     | 無       | 24小時       |
| 臺中市 | 北區   | 三民店         | 臺中市北區三民路三段345號       | 04-2234-2521 | 有     | 無       | 24小時       |
| 臺中市 | 北屯區 | 東山店         | 臺中市北屯區東山路一段235號     | 04-2437-6865 | 有     | 無       | 24小時       |
| 臺中市 | 北屯區 | 敦化店         | 臺中市北屯區敦化路一段619號     | 04-2293-7228 | 有     | 無       | 24小時       |
| 臺中市 | 北屯區 | 崇德店         | 臺中市北屯區崇德路三段477號     | 04-2421-3835 | 有     | 無       | 08:00至23:00 |
| 臺中市 | 北屯區 | 天津店         | 臺中市北屯區天津路三段2號       | 04-2237-8861 | 有     | 無       | 24小時       |
| 臺中市 | 北屯區 | 大連店         | 臺中市北屯區大連路三段23號      | 04-2247-7655 | 有     | 無       | 24小時       |
| 臺中市 | 西屯區 | 青海店         | 臺中市西屯區青海路二段520號     | 04-2452-6601 | 有     | 無       | 24小時       |
| 臺中市 | 西屯區 | 福星店         | 臺中市西屯區福星路189號         | 04-2452-4638 | 有     | 無       | 24小時       |
| 臺中市 | 西屯區 | 河南店         | 臺中市西屯區青海路二段223號     | 04-2452-8195 | 有     | 無       | 08:00至23:00 |
| 臺中市 | 西屯區 | 朝富店         | 臺中市西屯區朝富路262號         | 04-2254-9805 | 有     | 無       | 08:00至23:00 |
| 臺中市 | 西屯區 | 成都店         | 臺中市西屯區成都路95-5號        | 04-2316-9755 | 有     | 無       | 24小時       |
| 臺中市 | 西屯區 | 大墩店         | 臺中市西屯區大墩十七街88號      | 04-2320-4358 | 有     | 無       | 24小時       |
| 臺中市 | 西屯區 | 安和店         | 臺中市西屯區安和路170號         | 04-2463-6346 | 有     | 無       | 08:00至23:00 |
| 臺中市 | 西屯區 | 中科店         | 臺中市西屯區玉門路368號         | 未知         | 有     | 有       | 已結業       |
| 臺中市 | 南屯區 | 黎明店         | 臺中市南屯區大墩十一街662號     | 04-2258-0166 | 有     | 無       | 24小時       |
| 臺中市 | 南屯區 | 永春店         | 臺中市南屯區大墩南路416號       | 04-2473-0075 | 有     | 無       | 24小時       |
| 臺中市 | 南屯區 | 忠勇店         | 臺中市南屯區忠勇路101號         | 04-2386-4653 | 有     | 無       | 08:00至23:00 |
| 臺中市 | 南屯區 | 南屯店(已歇業) | 臺中市南屯區黎明路一段963號     | 未知         | 有     | 無       | 08:00至23:00 |
| 臺中市 | 太平區 | 東平店         | 臺中市太平區東平路656號         | 04-2351-4075 | 有     | 無       | 08:00至23:00 |
| 臺中市 | 太平區 | 太平店         | 臺中市太平區樹德路67-1號        | 04-2395-7666 | 有     | 曾有     | 24小時       |
| 臺中市 | 大里區 | 成功店         | 臺中市大里區成功路171號         | 04-2495-4451 | 有     | 無       | 24小時       |
| 臺中市 | 大里區 | 大里店         | 臺中市大里區大里路213號         | 04-2482-2898 | 有     | 無       | 24小時       |
| 臺中市 | 霧峰區 | 霧峰店         | 臺中市霧峰區育群路25號          | 04-2330-1860 | 有     | 無       | 24小時       |
| 臺中市 | 烏日區 | 高鐵店         | 臺中市烏日區中山路二段118號1樓  | 04-2336-8946 | 有     | 無       | 07:00至23:00 |
| 臺中市 | 豐原區 | 豐原店         | 臺中市豐原區圓環東路441號       | 04-2528-8858 | 有     | 無       | 07:30至23:00 |
| 臺中市 | 豐原區 | 豐民店         | 臺中市豐原區三民路207號         | 04-2520-0330 | 無     | 無       | 24小時       |
| 臺中市 | 后里區 | 后里店         | 臺中市后里區甲后路一段755號     | 04-2558-1448 | 有     | 曾有     | 08:00至22:30 |
| 臺中市 | 東勢區 | 東勢店         | 臺中市東勢區豐勢路605號         | 04-2588-0080 | 有     | 無       | 24小時       |
| 臺中市 | 潭子區 | 潭子店         | 臺中市潭子區中山路45-2號        | 04-2532-8956 | 有     | 無       | 24小時       |
| 臺中市 | 大雅區 | 大雅店         | 臺中市大雅區中清東路218號       | 04-2567-5772 | 有     | 無       | 24小時       |
| 臺中市 | 沙鹿區 | 沙鹿店         | 臺中市沙鹿區興安路19號          | 04-2635-0199 | 有     | 無       | 07:30至23:00 |
| 臺中市 | 清水區 | 清水店         | 臺中市清水區中華路465號         | 04-2628-3710 | 有     | 無       | 08:00至23:00 |
| 臺中市 | 神岡區 | 豐洲店         | 台中市神岡區豐洲路535-1號       | 未知         | 有     | 無       | 已結業       |
| 臺中市 | 神岡區 | 社口店         | 臺中市神岡區民生路29號          | 未知         | 有     | 無       | 已結業       |
| 彰化縣 | 彰化市 | 金馬店         | 彰化縣彰化市建國北路149號       | 04-736-9851  | 有     | 無       | 24小時       |
| 彰化縣 | 彰化市 | 大埔店         | 彰化縣彰化市南平街26號          | 04-711-6650  | 有     | 無       | 24小時       |
| 彰化縣 | 福興鄉 | 鹿港店         | 彰化縣福興鄉中正路224號         | 04-775-2026  | 有     | 曾有     | 07:00至23:00 |
| 彰化縣 | 和美鎮 | 和美店         | 彰化縣和美鎮仁安路92號          | 04-757-8357  | 有     | 無       | 07:00至23:00 |
| 彰化縣 | 員林市 | 員林店         | 彰化縣員林市莒光路560號         | 04-839-9947  | 有     | 無       | 07:00至23:00 |
| 彰化縣 | 永靖鄉 | 永靖店         | 彰化縣永靖鄉東門路27號          | 04-824-5818  | 有     | 無       | 24小時       |
| 彰化縣 | 二林鎮 | 二林店         | 彰化縣二林鎮吉昌二街77號        | 04-895-1720  | 有     | 曾有     | 07:00至23:00 |
| 彰化縣 | 溪湖鎮 | 溪湖店         | 彰化縣溪湖鎮員鹿路三段35號      | 04-882-7128  | 有     | 無       | 24小時       |
| 南投縣 | 南投市 | 南投店         | 南投縣南投市中興路501號         | 049-223-8209 | 有     | 無       | 07:00至23:00 |
| 南投縣 | 草屯鎮 | 草屯店         | 南投縣草屯鎮中興路38號          | 049-232-2664 | 有     | 無       | 24小時       |
| 南投縣 | 埔里鎮 | 埔酒店         | 南投縣埔里鎮中山路三段219號     | 049-299-1973 | 有     | 無       | 08:00至23:00 |
| 南投縣 | 水里鄉 | 水里店         | 南投縣水里鄉中山路一段238號     | 049-277-8405 | 有     | 無       | 07:00至23:00 |
| 南投縣 | 竹山鎮 | 竹山店         | 南投縣竹山鎮祖師街79號          | 049-264-5460 | 有     | 曾有     | 07:00至23:00 |

- 位於逢甲商圈的台中福星店
- 位於台中市北區的台中三民店
- 位於樹仁商圈的台中霧峰店

## 外部連結
- （繁體中文） 楓康超市官網 （页面存档备份，存于）
- （繁體中文） 楓康超市的Facebook專頁
- 台灣公司資料 （页面存档备份，存于）